# Île-de-France (race ovine)
Pour les articles homonymes, voir Île-de-France (homonymie).
L'Île-de-France est une race ovine sélectionnée à partir de 1840, près de Paris, à partir de croisements entre des brebis de race mérinos de Rambouillet et de béliers importés d'Angleterre de race Dishley (en) (appelée New Leicester dans les pays anglo-saxons) qui s'est répandue ensuite dans les élevages annexés aux exploitations agricoles du bassin parisien.

## Origine
Cette race fut sélectionnée à partir de 1840 à l'École nationale vétérinaire d'Alfort, près de Paris, par différents éleveurs, guidés par les recherches de Charles-Auguste Yvart, inspecteur général  des écoles vétérinaires et des bergeries de l'État, introducteur de bovins anglais de race Durham et de moutons Dishley  en France. Appelée d'abord race d'Alfort puis race de Grignon après le transfert du troupeau souche dans l'école d'agronomie de même nom, ou race Dishley-Mérinos, elle prit son nom définitif de race d'Île-de-France en 1922 à la suite de sa diffusion dans les fermes du bassin parisien.

## Description
Standard officiel

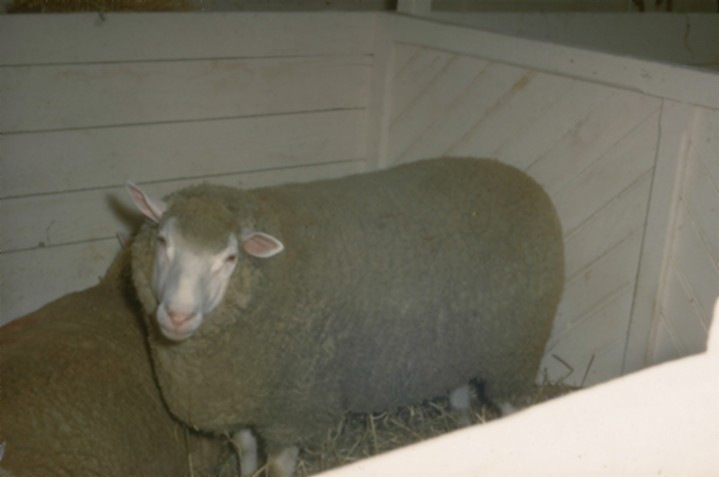
À noter les détails de diagnose : la conformation parallèlèpipédique, l'encolure courte, la face blanche dépourvue de laine, le nez dépigmenté, le toupet blanc sur le front, les oreilles portées horizontales à semi dressées, la toison fermée (mèches carrées d'égale longueur)

- Tête :	longueur moyenne, orbites en saillies, lèvres épaisses et nez large, profil droit ou très légèrement busqué chez le bélier, chanfrein arrondi transversalement, oreilles moyennes ou grandes, horizontales ou légèrement dressées, couvertes de poils fins et courte nuque large
- Corps :	ample et long, poitrine ouverte et descendue, sternum proéminent et épais, côtes rondes formant un plein cintre, dos et reins droits et larges, croupe horizontale et longue, queue attachée haut, cuisse musclée.
- Gigot :	descendu et bien développé tant dans sa partie interne que dans la région de la fesse.
- Membres :	aplombs réguliers, solides, canon bien vertical et jarret fort, jamais fermé ni pointe renvoyée en haut.
- Toison : étendue, couvrant la tête jusqu'à la ligne passant par les orbites, légèrement au-dessus, garnissant les ganaches et s'arrêtant à quelques centimètres au-dessus du genou, revêtant la poitrine et le ventre, descendant aux membres postérieurs jusqu'au jarret, en recouvrant les parties supérieures et latérales de celui-ci et le haut du tendon arrière.
- Laine :	fine, souple, onctueuse, pourvue d'un suint de couleur beurrée (le suint blanc est recherché).

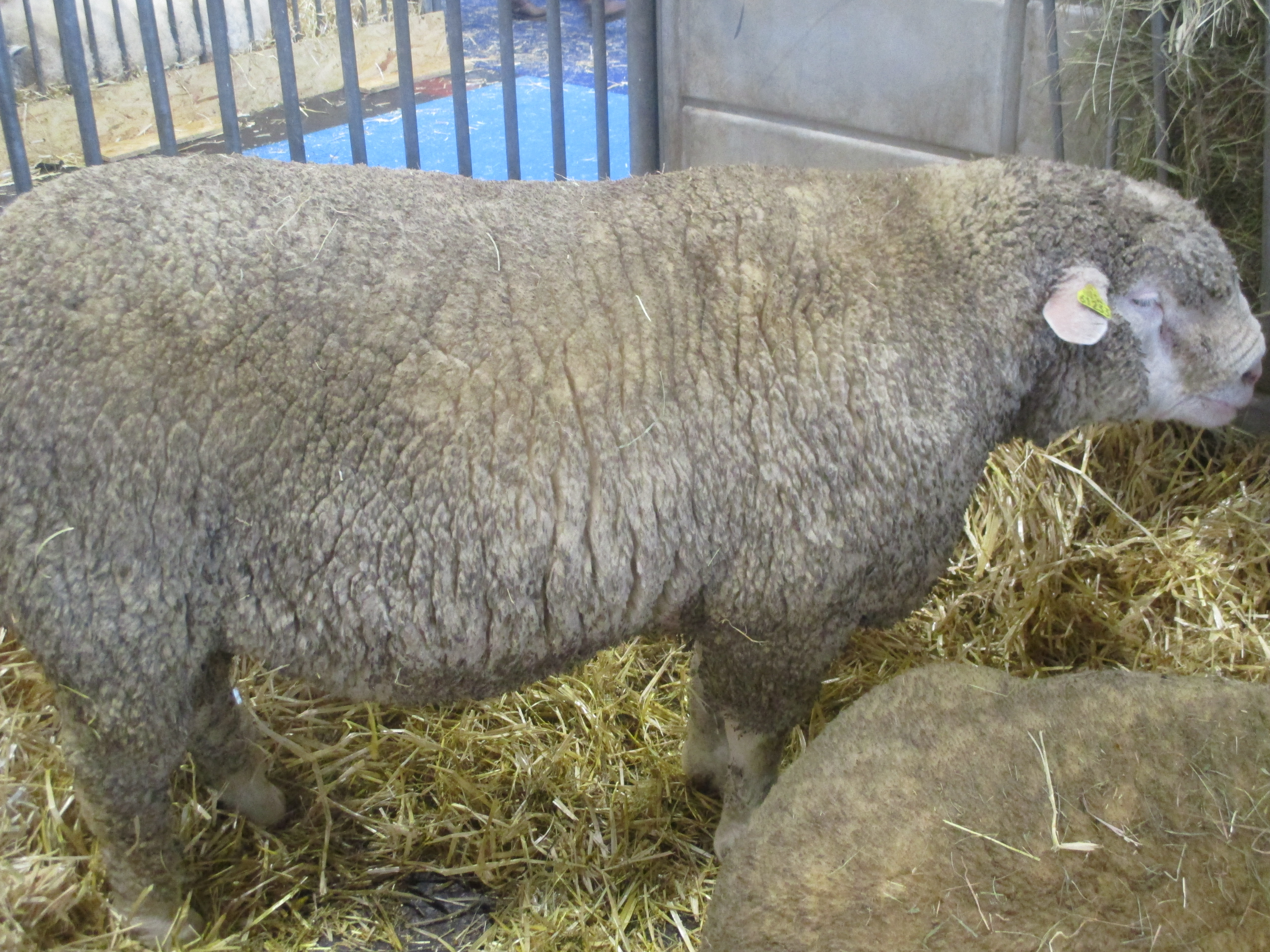
Brebis île-de-france.

- Poids :	Bélier, 110 à 150 kg ; brebis, 70 à 90 kg

## Zones d'élevage

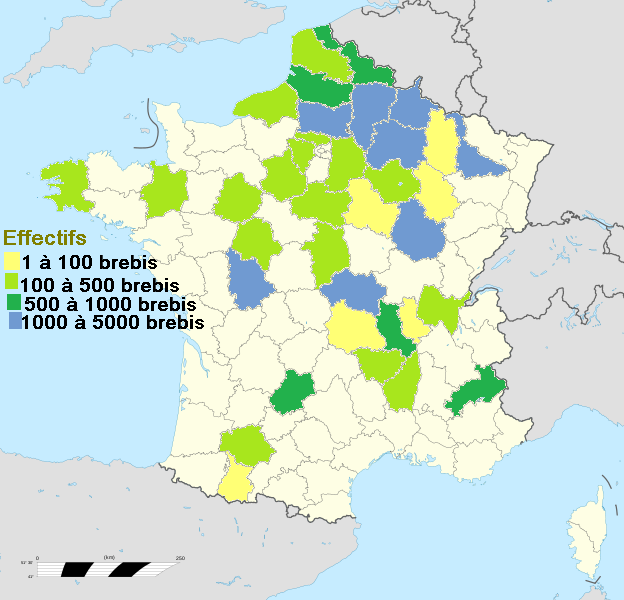
Répartition départementale des brebis Île-de-France soumises au contrôle des performances

Son effectif en France est d'environ 250 000 brebis (entre 200 000 et 300 000) en 2005 auxquelles on peut ajouter 100 000 à 150 000 brebis issues de croisement de béliers Île-de-France avec des brebis d'autres races. Cette race est élevée surtout dans le nord et le centre de la France : Picardie, Champagne-Ardenne, Bourgogne et Centre. La carte ci-jointe livre la répartition des brebis soumises au contrôle des performances dans les élevages de sélection.
Elle a fait l'objet d'exportation dans de nombreux pays depuis la fin de la Seconde Guerre mondiale, l'Île-de-France est ainsi présente dans 32 pays à travers le monde.

## Aptitudes
La race Île-de-France est classée parmi les races ovines à viande améliorées (par opposition aux races ovines rustiques).

En tant que telle, l'Île-de-France associe une très bonne conformation bouchère, une bonne prolificité, et une bonne valeur laitière pour l'allaitement des agneaux. Elle possède de surcroît une excellente qualité lainière et une aptitude au désaisonnement héritées du Mérinos. En outre elle est très adaptable à des conditions d'élevage diversifiées : bergerie, semi-plein air ou plein air.

### Productions bouchères

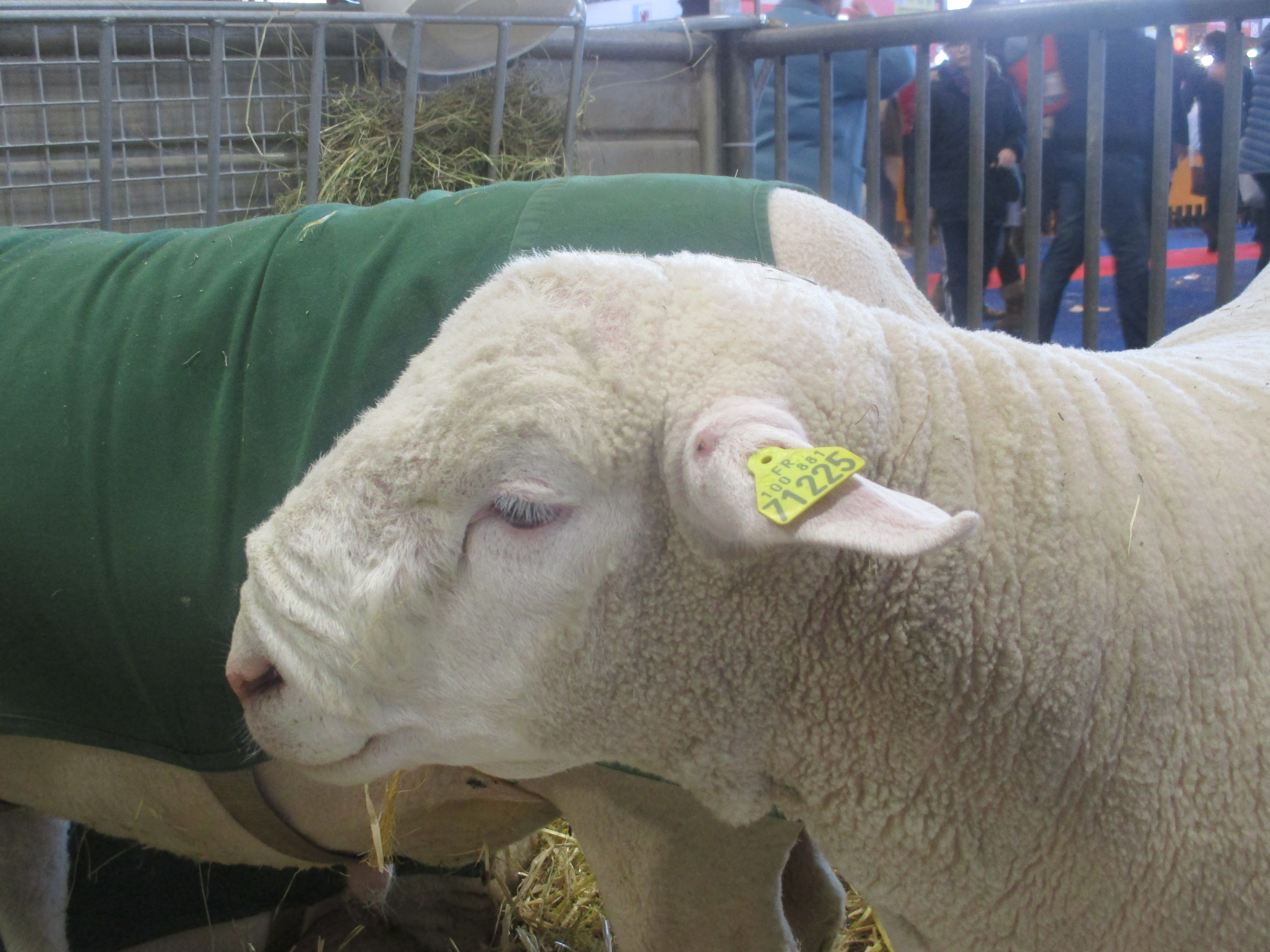
Tête de jeune mouton île-de-france.

Elle est spécialisée pour la production d'agneaux d'excellente conformation bouchère mis sur le marché en hiver et au printemps (période de l'année où le prix de vente est le plus élevé).
Il s'agit d'agneaux précoces de boucherie (dits agneaux de lait, agneaux de 100 jours, agneaux de Paris, agneaux blancs et agneaux de bergerie).

Le fait que cette production d'agneaux ait lieu en bergerie, par opposition à la production d'agneaux produits en herbage (agneaux d'herbe, agneaux de plein air, agneaux gris) la fait souvent ranger parmi les races dites de bergerie, par opposition aux races de plein air spécialisées pour la production d'agneaux à l'herbe (comme la race Texel). Mais la race Île-de-France peut aussi, selon les systèmes d'élevage, être utilisée pour la production d'agneaux d'herbe.
Elle est aussi très utilisée en croisements (bélier Île-de-France sur brebis de races rustiques principalement) dans le sud de la France, soit en croisement dit de 1re génération (les agneaux métis mâles et femelles sont engraissés pour la production de viande),  soit en croisement dit de 2e génération : les agnelles métisses sont conservées comme reproductrices pour un croisement avec un bélier de race à viande spécialisée (Île-de-France, Berrichon du Cher...).

### Résultats fournis par le contrôle des performances[3]
La race Île-de-France qui possède un schéma de sélection performant est aussi une de celles qui ont le pourcentage le plus élevé de brebis soumises au contrôle des performances par rapport au nombre estimé de brebis : 24 874 brebis agnelées dans 184 troupeaux en 2009. 
- La majorité des agnelages se situe en octobre, novembre décembre, ce qui est en rapport avec une lutte en de printemps et de début d'été.

- La prolificité lors de mise-bas après œstrus naturel a été de 155,2 % pour des mises bas de brebis jusqu'à 19 mois, 169,7 % pour des mises bas de brebis de plus de 19 mois, dans les élevages de sélection.
- Le Gain moyen quotidien des mâles simples, entre 30 et 70 jours, a été de 360 g sur un effectif de 1 787 agneaux contrôlés (écart-type : 101 g), dans les élevages de sélection.
- Le poids à âge-type de 30 jours (PAT 30 j) qui est un indicateur du potentiel laitier des brebis estimé au travers du croît des agneaux sur cette période est livré dans le tableau suivant :

PAT 30 j des agneaux exprimé en kg dans les élevages en organisme de sélection en 2009
|            | simples  | simples | doubles  | doubles | triples et plus |
| mâles      | femelles | mâles   | femelles |         | triples et plus |
| ---------- | -------- | ------- | -------- | ------- | --------------- |
| moyenne    | 14,0     | 13,2    | 11,8     | 11,2    | 10,5            |
| effectif   | 2 822    | 2 788   | 5 234    | 5 412   | 696             |
| écart-type | 3,6      | 3,3     | 2,9      | 2,6     | 2,6             |